# 지질단백질

지질단백질의 구조
ApoA, ApoB, ApoC, ApoE (아포리포단백질); T (트라이글리세라이드); C (콜레스테롤); 녹색 (인지질)

지질단백질(脂質蛋白質, 영어: lipoprotein) 또는 리포단백질은 중심에 지질과 단백질을 함께 포함하고 있는 생화학 물질이다. 중심에는 트라이글리세라이드와 콜레스테롤 등의 지질이 포함되어있고 외부에는 인지질과 단백질로 쌓여있는 형태를 하고 있다. 지단백질(脂蛋白質), 지방단백질(脂肪蛋白質)이라고도 부른다. 주로 혈류와 림프를 통해 지질 등을 운반하는 역할을 하며, 그 밖에도 사람의 몸에서 많은 생리적인 작용에 중요한 생화학 물질이다. 지질단백질은 밀도의 차이로 분류된다.

## 분류
- 초저밀도 지질단백질(Very-low-density lipoprotein, VLDL)
- 중간밀도 지질단백질(Intermediate-density lipoprotein, IDL)
- 저밀도 지질단백질(Low-density lipoprotein, LDL)
- 고밀도 지질단백질(High-density lipoprotein, HDL)

## 콜레스테롤
콜레스테롤(cholesterol)은 고등 척추동물의 뇌, 신경 조직, 부신(副腎), 혈액 따위에 많이 들어 있는 대표적인 스테로이드이다. 무색의 고체로, 물ㆍ산(酸)ㆍ알칼리에 녹지 않고 에테르, 클로로포름에 녹는다. 핏속에서 이 양이 많아지면 동맥 경화증이 나타난다고 알려져있다.

## 같이 보기
- 킬로미크론

## 참고 문헌
- Lori A. Smolin, Mary B. Grosvenor (2010). 《Nutrition Science & Applications 2nd Ed.》. John Wiley & Sons, Inc. ISBN 978-0-470-52474-9.